# Bräunrode
Bräunrode là một đô thị thuộc huyện Mansfeld-Südharz, Sachsen-Anhalt, Đức. Đô thị Bräunrode có diện tích 17,75 km², dân số thời điểm ngày 31 tháng 12 năm 2006 là 477 người.